# Ovčiarsko
Ovčiarsko es un municipio del distrito de Žilina en la región de Žilina, Eslovaquia, con una población estimada a final del año 2024 de 744 habitantes.
Se encuentra ubicado al oeste de la región, cerca del curso alto del río Váh (cuenca hidrográfica del Danubio) y de la frontera con la región de Trenčín.

## Demografía
| Año        | 1994 | 2004     | 2014     | 2024     |
| ---------- | ---- | -------- | -------- | -------- |
| Población  | 423  | 483      | 621      | 744      |
| Diferencia |      | +14,18 % | +28,57 % | +19,80 % |

| Año        | 2023 | 2024    |
| ---------- | ---- | ------- |
| Población  | 735  | 744     |
| Diferencia |      | +1,22 % |